# Kutlíře
Kutlíře jsou vesnice v okrese Kolín, je součástí obce Křečhoř. Nachází se asi jeden kilometr severovýchodně od Křečhoře. Kutlíře jsou také název katastrálního území o rozloze 2,18 km².

## Historie
První písemná zmínka o vesnici pochází z roku 1295.

## Pamětihodnosti
- Dům čp. 7
- Pamětní deska Jana Antonína Prokůpka na domě čp. 7. Text nápisu:
* 29. VII. 1832 † 25. II. 1915 V tomto domě se narodil a půl století hospodařil J. A. Prokůpek, národní a hospodářský buditel rolnického lidu. Rodný dům ozdobilo 10. IX. 1922 touto deskou na trvalou památku vděčné Polabí.
- Litinový křížek se sochou Krista

## Osobnosti
V domě čp. 7 se narodil a prožil většinu života Jan Antonín Prokůpek, agrární aktivista a politik, dlouholetý starosta rodné obce a poslanec Českého zemského sněmu. V Kutlířích se narodil i jeho syn Adolf Prokůpek, meziválečný agrárnický poslanec.

## Galerie

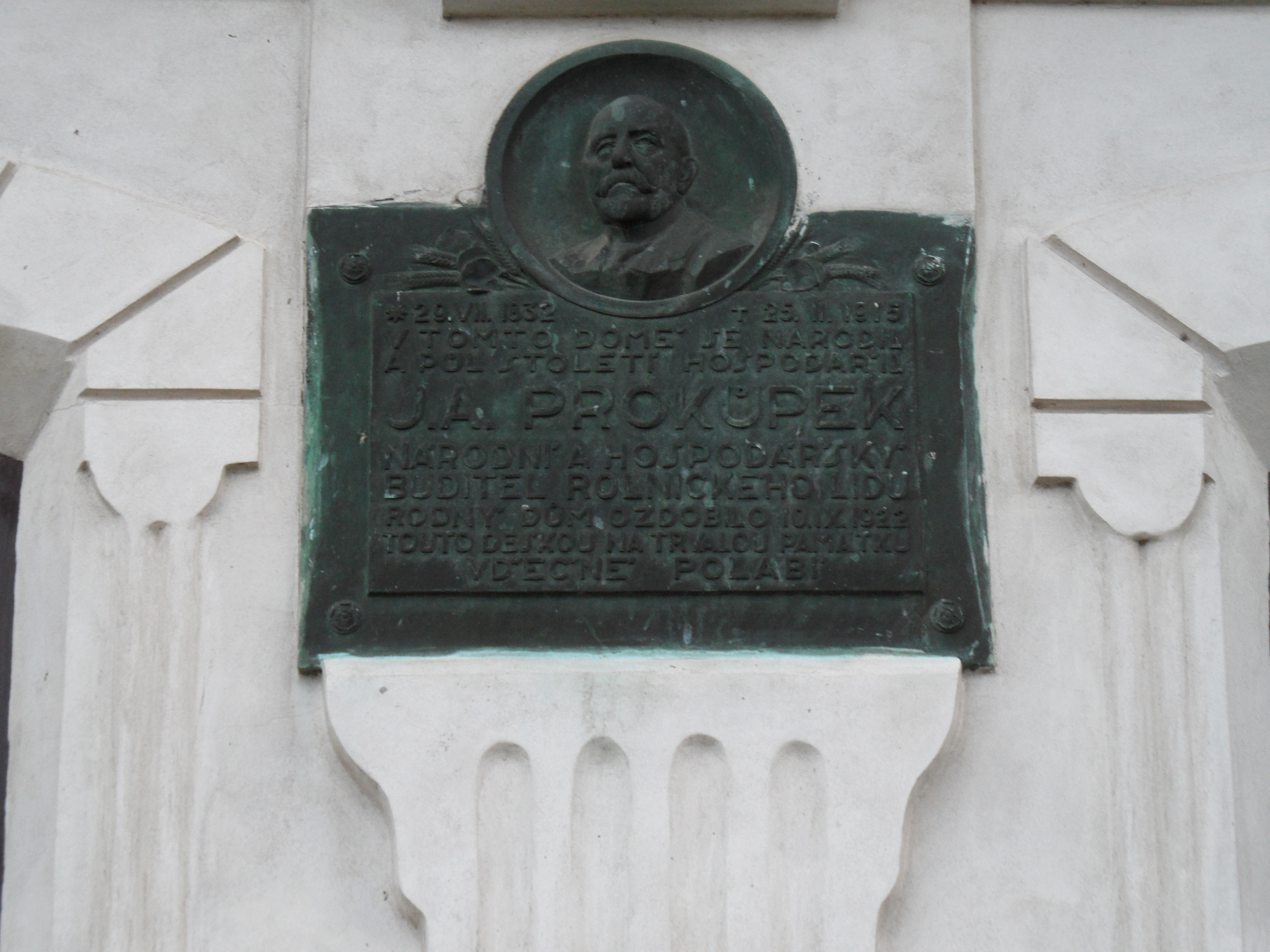
Pamětní deska Jana Antonína Prokůpka (na statku čp. 7)
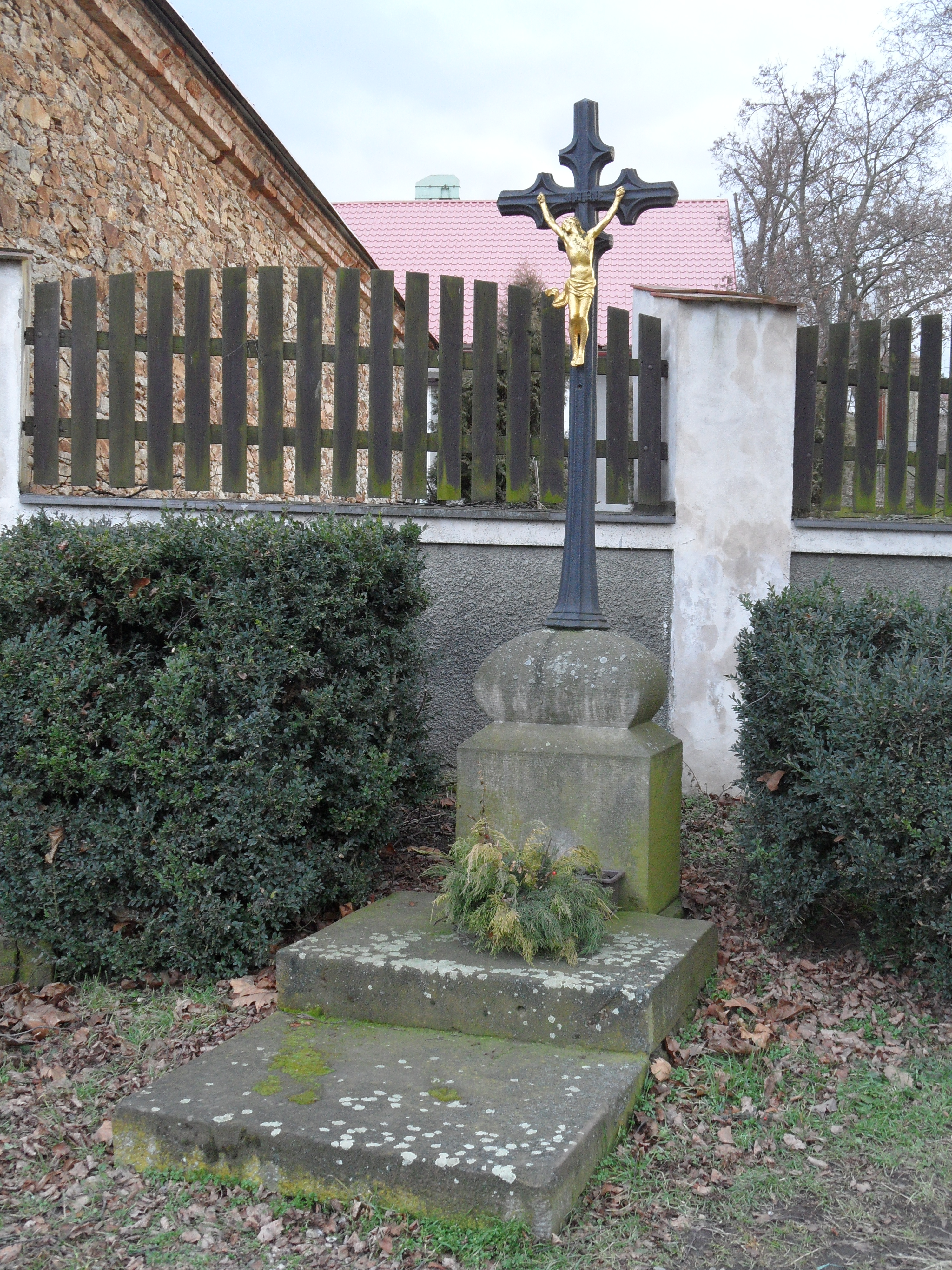
Litinový křížek se soškou Krista
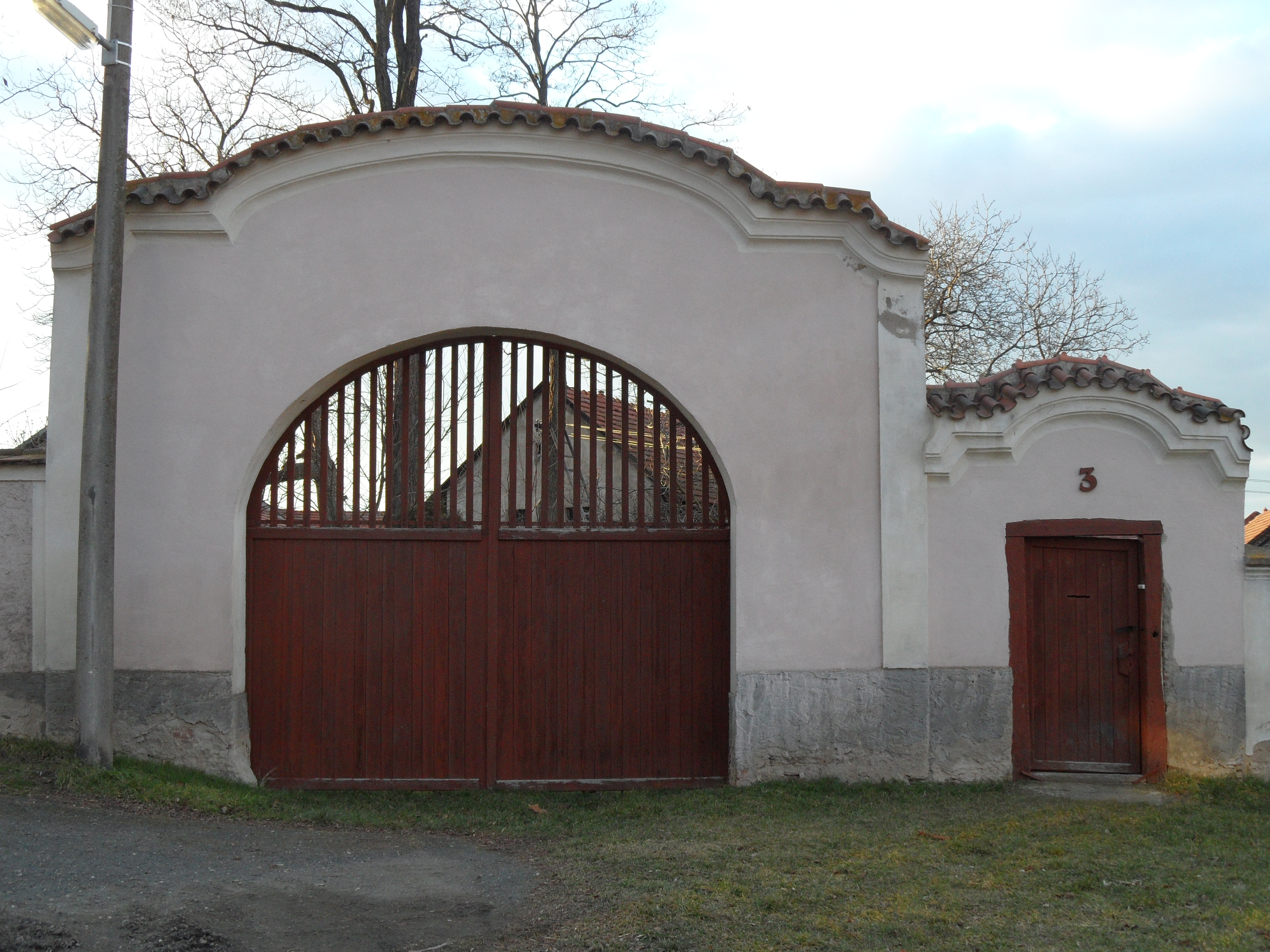
Brána s brankou čp. 3
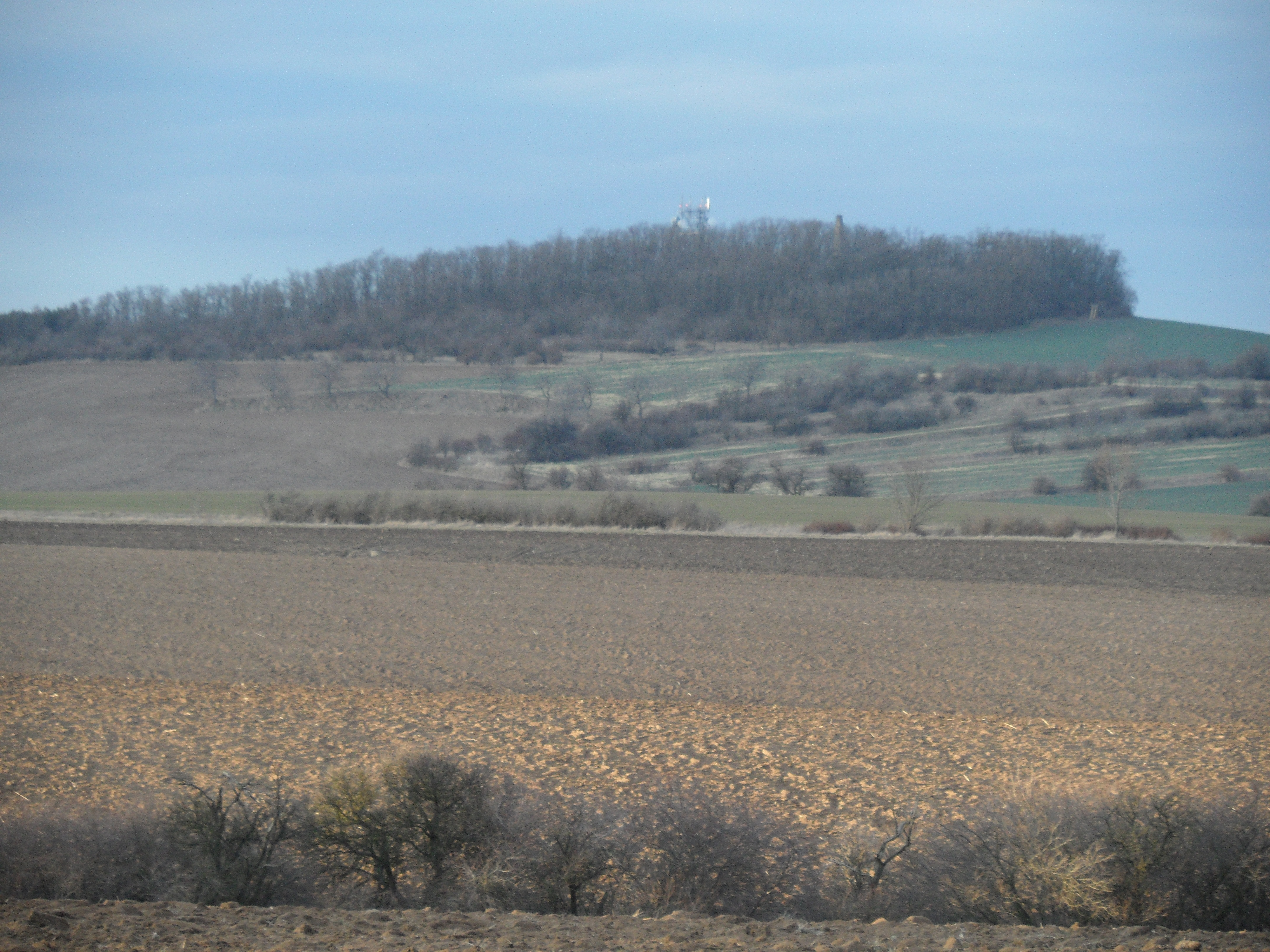
Vrch Bedřichov s památníkem Bitvy u Kolína (pohled od obce Kutlíře)